# Coloma de Sens
Coloma de Sens (Hispània?, 257 - Sens, 273) va ser una jove patrícia, morta màrtir a França per no voler renunciar al cristianisme, essent venerada com a santa per l'Església catòlica. La seva vida, però, és totalment llegendària i és possible que no existís mai.

## Hagiografia
Va ser una de les màrtirs més venerades de l'Edat mitjana, amb devoció arreu d'Europa. No obstant això, la llegenda envolta tota la seva història. Les actes del martiri són tardanes i plenes de llocs comuns als martiris de verges, inversemblants i típics de les narracions hagiogràfiques del moment. En no haver més proves de l'existència real, ni esments en altres fonts històriques, el més probable és que es tracti d'una invenció medieval per justificar un culte i un pelegrinatge.
La llegenda diu que era de família noble i pagana, d'algun lloc d'Hispània, es va convertir al cristianisme als setze anys; el seu nom real era Eporita. Va escapar de casa seva amb altres cristians per fugir de la persecució iniciada per l'emperador Aurelià i va arribar, primer, a Viena del Delfinat, on va ser batejada, essent-li imposat el nom de Coloma per la seva innocència. D'allí va marxar a Sens, on va ser empresonada.
Conduïda davant l'emperador, que era a la ciutat, aquest va intentar que renunciés al seu vot de castedat i li proposà de casar-se amb el seu fill. En negar-se, va ser condemnada a ésser tancada en una cella meretricia a l'amfiteatre, on qualsevol home podria violar-la; un jove va anar-hi però una ossa de l'amfiteatre es revoltà contra ell per protegir la noia. Cap altre soldat, en veure-ho, va voler intentar-ho i Aurelià, enfurismat, va ordenar que la verge i l'ossa fossin cremades. Un núvol, però, va posar-s'hi sobre d'ella i descarregà una pluja que apagà el foc que estava preparat i l'ossa va escapar.
L'emperador va fer decapitar la jove a Azon, prop de Sens i hi va ésser sebollida.

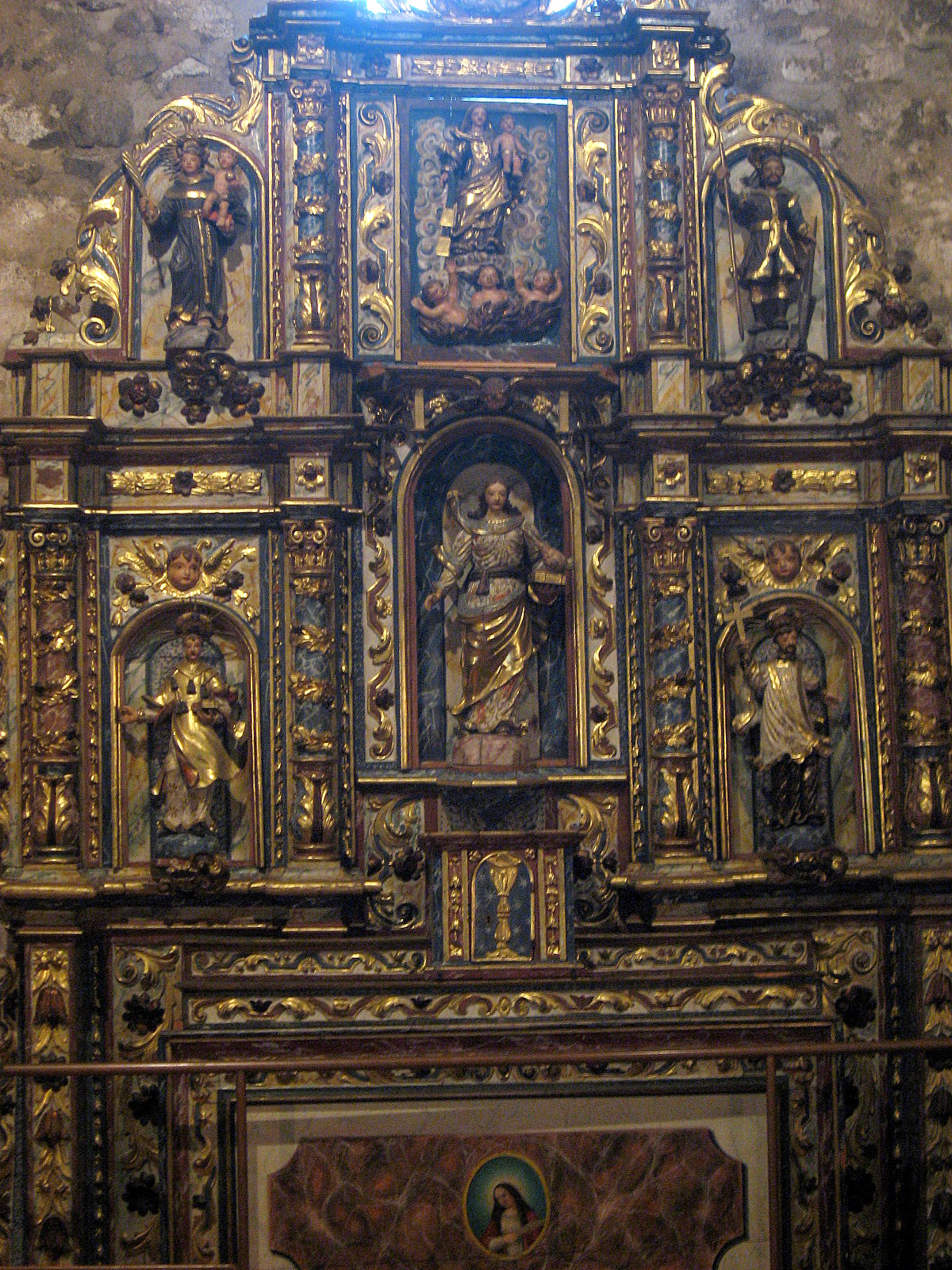
Retaule de la santa a Santa Coloma d'Andorra, s. XVIII
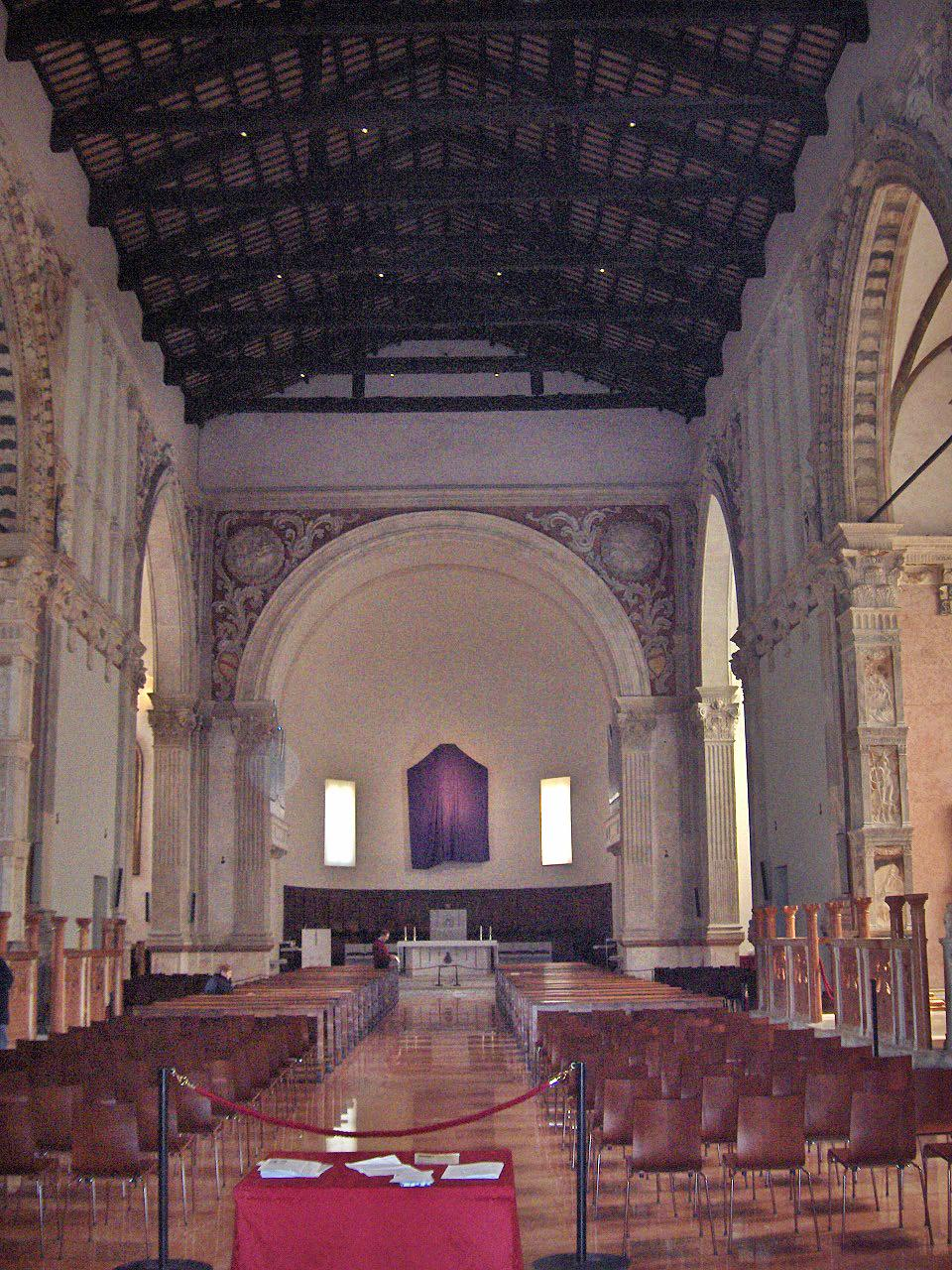
El Temple Malatestià, actual catedral de Rimini, guarda les relíquies de Coloma des del s. XVI
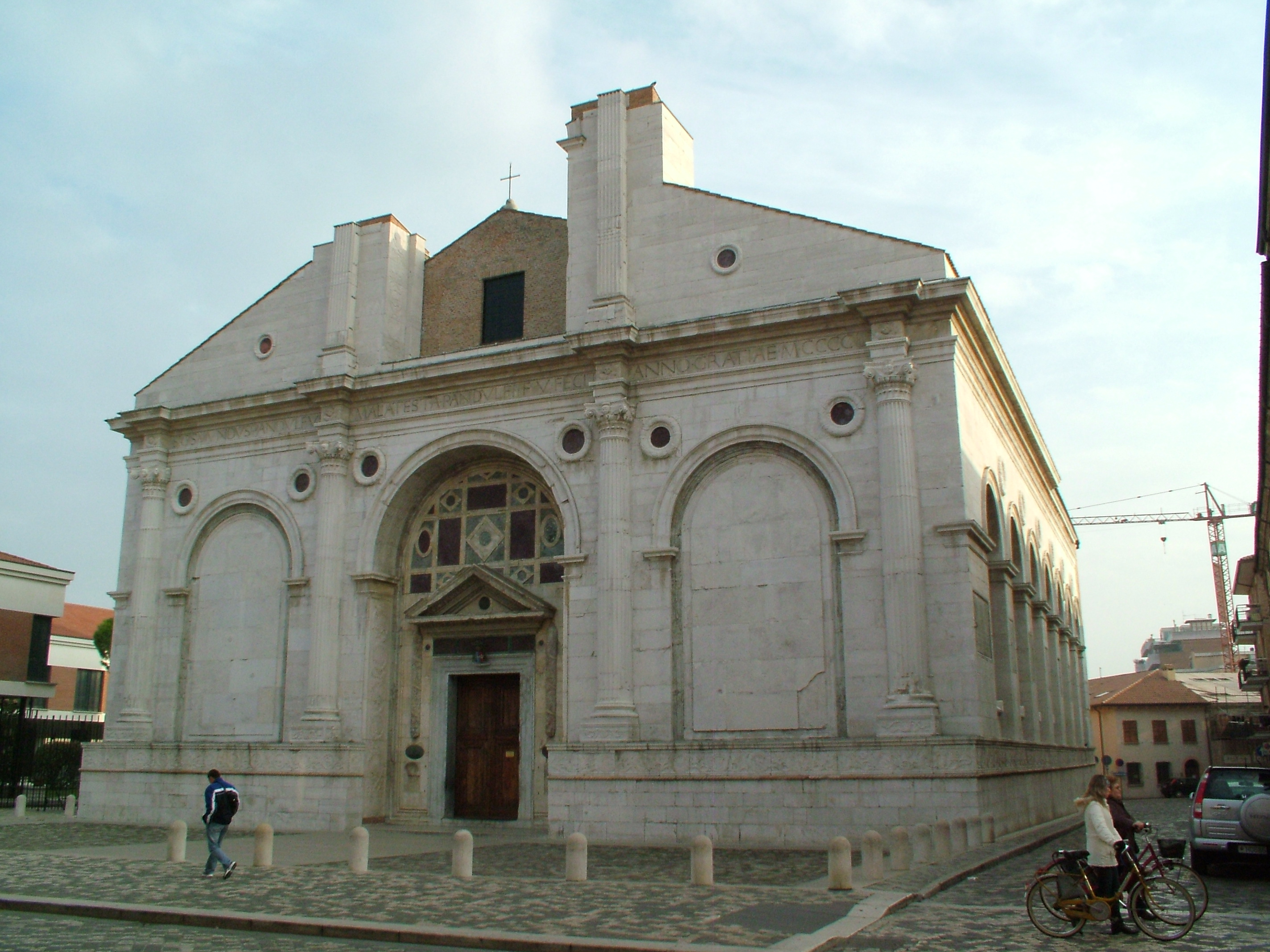
Temple Malatestià (Rimini), actual catedral de la ciutat
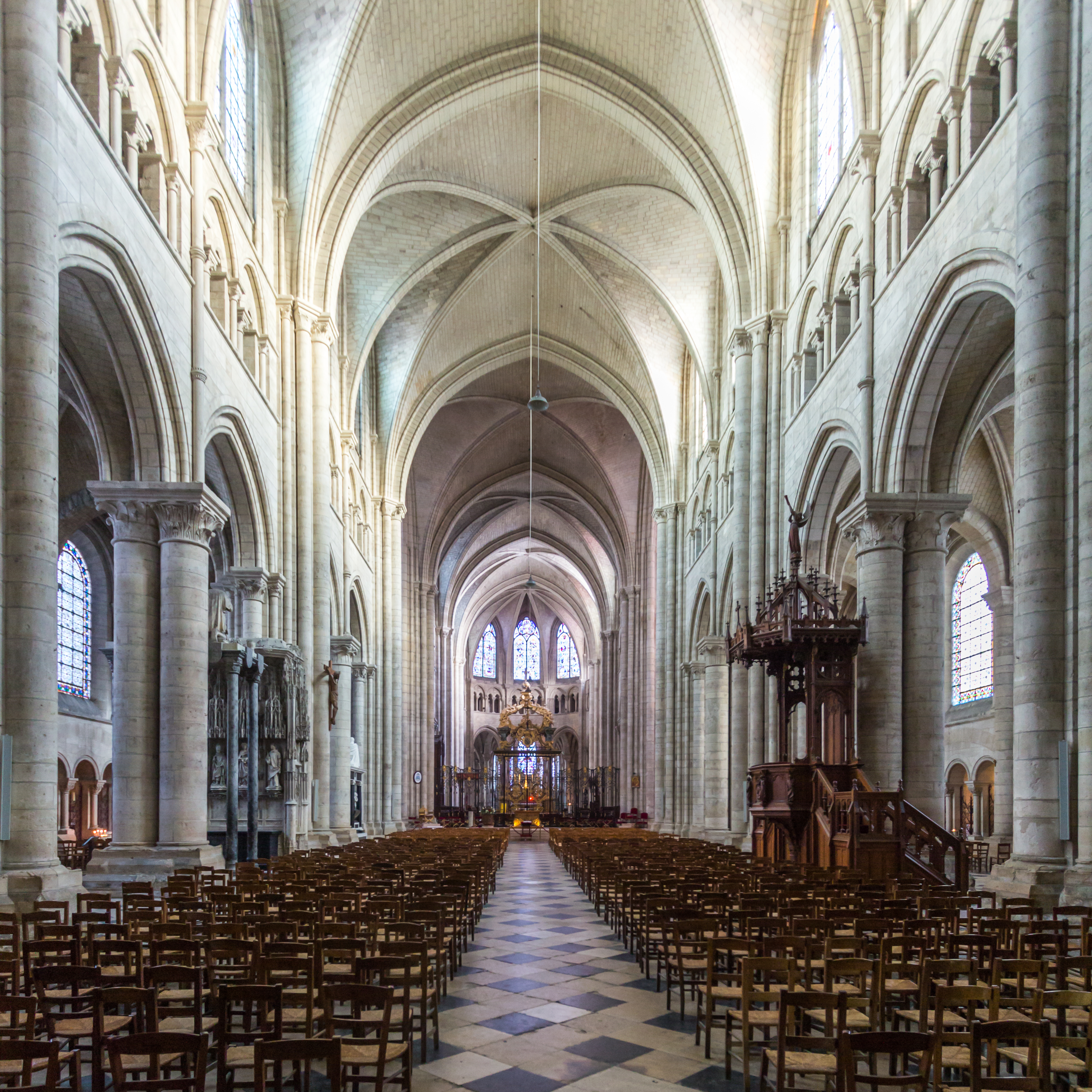
La catedral de Sens guarda algunes relíquies de la santa des de 1803

## Culte
La tradició diu que un cec, Aubert, va recuperar la vista en demanar la intercessió de la santa, que acabava d'ésser decapitada. Agraït, va prendre el seu cos i li va donar digna sepultura. Sobre ella es va construir una capella i, cap al 620, l'abadia de Sainte-Colombe-les-Sens, fundada per Clotari II.
La veneració envers la santa es difongué des d'allí i arribà a Rímini. La tradició diu que uns mercaders de Sens, de viatge per mar amb una relíquia de la santa, van haver d'aturar-se a Rimini, on la relíquia va ésser dipositada, a la catedral de la ciutat. Després, el 1581, les restes de la santa que hi havia encara a Sens van ésser portades també a Rimini. Les relíquies que van quedar a Sens van ser traslladades el 1803 a la catedral de la ciutat, ja que l'abadia va ésser enderrocada arran de la Revolució francesa.
A Santa Coloma de Queralt es conserva la mandíbula de la santa dins del bust-reliquiari de Josep Albarado González.
La seva festivitat litúrgica és el 31 de desembre.
La santa era invocada per obtenir la pluja.

## Llegenda gallega de SantaComba
La veneració envers Santa Comba a Galícia data de l'Edat mitjana. Segons Allyson M. Poska, el culte era "probablement una combinació dels cults de dues verges màrtirs": santa Coloma de Sens i Coloma de Còrdova.
La llegenda deia que Coloma era natural de Galícia i que, abans de convertir-se, era una bruixa. Un dia va trobar Crist en un camí i va canviar la seva vida. Convertida, va morir màrtir en no voler renunciar a la seva nova fe. Esdevingué la santa patrona de les bruixes de Galícia, intercedint per elles i, alhora, era invocada per protegir-se'n.
A Coïmbra hi havia una capelleta al lloc on, suposadament, la santa havia sofert martiri. En acabar la primavera, les joves n'ornaven l'altar amb roses en record del seu martiri.